# Șciurîn, Rojîșce
Șciurîn (în ucraineană Щурин) este localitatea de reședință a comunei Șciurîn din raionul Rojîșce, regiunea Volînia, Ucraina.

## Demografie
Componența lingvistică a localității Șciurîn
     Ucraineană (98,96%)
     Alte limbi (1,04%)
Conform recensământului din 2001, majoritatea populației localității Șciurîn era vorbitoare de ucraineană (98,96%), existând în minoritate și vorbitori de alte limbi.